# Douglas Blubaugh
Douglas Morlan „Doug“ Blubaugh (* 31. Dezember 1934 in Ponca City, Kay/Osage County, Oklahoma; † 16. Mai 2011 in Toncawa, Kay County, Oklahoma) war ein US-amerikanischer Freistilringer und -trainer. Er war Olympiasieger 1960.

## Werdegang
Doug Blubaugh stammte aus Oklahoma und war der Sohn eines Farmers. Mit dem Ringen kam er auf der High School in Berührung. Dort hatte er bereits viele Erfolge. Diese setzten sich fort, als er die Oklahoma State University – Stillwater besuchte. Er gewann ab 1956 mehrere Medaillen bei NCAA-Championships und wurde 1957 amerikanischer NCAA-Meister. 1957 gewann er auch die USA-Meisterschaft im Weltergewicht. Alle Erfolge erzielte er im freien Stil. 1959 siegte er auch bei den panamerikanischen Meisterschaften in Chicago. 1960 setzte er sich in der Olympiaqualifikation gegen seinen Konkurrenten Phil Kinyon durch und vertrat die USA bei den Olympischen Spielen in Rom. Dort gewann er überlegen die Goldmedaille mit sieben Siegen, davon sechs Schultersiegen. Lediglich der Türke İsmail Ogan überließ ihm nur einen Punktsieg. Der Sieg gegen den iranischen Titelverteidiger Imam-Ali Habibi war eine Sensation.
Doug Blubaugh war ein typischer US-amerikanischer Hochschul-Ringer. Weltmeisterschaften interessierten ihn nicht. Nach seinem Olympiasieg beendete er seine Laufbahn als Ringer. Er hatte über 400 Kämpfe bestritten und davon nur 17 verloren. Er wurde zunächst Assistenz-Trainer an verschiedenen Universitäten, ehe er 1972 Cheftrainer an der Indiana State University wurde. Außerdem war er auch Cheftrainer der US-Nationalstaffel der Freistilringer. Für seine Verdienste um den Ringersport wurde er 1979 in die National Wrestling Hall of Fame aufgenommen.

## Internationale Erfolge
(OS = Olympische Spiele, F = Freistil, We = Weltergewicht, damals bis 73 kg Körpergewicht)
- 1959: 1. Platz, Panamerican Games in Chicago, F, We, vor Benno Ochman, Kanada und Antonio Rosato, Mexiko;
- 1960: Goldmedaille, OS in Rom, mit Siegen über Juan Rolon, Argentinien, Kurt Böse, Kanada, Karl Bruggmann, Schweiz, Muhamad Bashir, Pakistan, Ake Karlsson, Schweden, Imam-Ali Habibi, Iran und İsmail Ogan, Türkei